# 扎赫勒战役
扎赫勒战役发生于1980年12月至1981年6月之间。在这七个月的时间内，扎赫勒遭受了很多政治上和军事上的磨难。这场战斗有两个关键的对手。一方是黎巴嫩力量，他们得到了Zahlawi镇居民的帮助。而另一方是打着“阿拉伯威慑部队”旗号的叙利亚军队，他们得到了一些巴解组织派别的帮助。 从人口上来说，Zahleh是黎巴嫩国内以基督教徒为主的城镇中最大的一座城镇之一。扎赫勒郊外毗邻的贝卡谷地基本涵盖了整个叙黎边境。由于扎赫勒紧邻贝卡谷地，叙利亚军队担心以色列和黎巴嫩力量会联合起来对付叙利亚。这个潜在的联盟不仅会威胁到驻扎在贝卡谷地的叙利亚军队，从叙利亚政府的角度来看，这也是对叙利亚国家安全的重大安全，因为扎赫勒紧邻通往大马士革的高速公路。
因此，作为一个威慑战略，叙利亚军队控制了通往该市的主要道路，并加强了在贝卡谷地的军队部署。大约在1980年12月，驻扎在Zahlawi镇的“黎巴嫩力量”和拥有叙利亚支持的左翼民兵武装之间的关系愈发紧张。从1981年4月至6月，在这4个月的时间内，一些黎巴嫩力量的成员在Zahlawi当地抵抗力量的帮助下抵抗叙利亚军队并保卫该城免受叙利亚军队的袭扰及潜在的入侵。

## 扎赫勒的战略地位
自黎巴嫩爆发内战以来，扎赫勒的战略位置对交战方来说如同一条大动脉，尤其是对于自1976年5月以来一直占领扎赫勒附近贝卡谷地的叙利亚军队。纵观历史，扎赫勒一直以来都是一个当地的贸易中心。扎赫勒东边是大马士革以及肥沃的贝卡谷地，西边是贝鲁特市。虽然扎赫勒很乐于利用其地理位置在商业和贸易中扮演一个关键角色，但是在1980年和1981年，它的地缘位置在社会和政治层面来说对其都是一个威胁。在城市西面是8622英尺高的桑尼山脉。在桑尼山脉的顶峰，不仅可以俯瞰整个贝卡谷地，还可以俯瞰以色列占领的戈兰高地部分，甚至更远。出于这一点，叙利亚军队的底线就是控制桑尼山脉周边地区，以阻止以色列军队或者黎巴嫩力量武装试图利用其观察戈兰高地甚至深入观察叙利亚领土。

## 叙利亚对扎赫勒的反应
从战略上来说，叙利亚主要关心的是遏制这座基督教徒控制的城市的战略价值。因此，叙利亚军队封锁了通往该市的主要道路。然而，叙利亚军队仅仅是驻扎在城外沿城市外围的地区。此时的叙利亚军队参谋长希克马特·切哈比（Hikmat Chehabi）很担心一座自由且不受叙利亚控制的扎赫勒最终将落入以色列军队的手中。以色列向黎巴嫩力量提供军事援助，而黎巴嫩力量在扎赫勒市内有活跃。切哈比担心黎巴嫩力量会将桑尼山脉周边区域移交给以色列，使以色列能够俯瞰整个戈兰高地甚至是深入到叙利亚领土。为此，切哈比预估可能会发生发生的情景。第一，如果以色列军队切入了扎赫勒与城外驻扎的叙利亚军队之间，以色列军队将会离驻扎在Chtaura镇的叙利亚陆军第五师仅4英里之遥，而Chtaura位于连接贝鲁特和大马士革的高速公路上。之后，以色列军队不仅会威胁到驻扎在贝卡谷地的叙利亚军队，甚至会威胁到叙利亚首都大马士革-以色列军队将距离叙利亚边境仅8.6英里之遥，距离大马士革仅31英里之遥。因此，叙利亚陆军第85旅和第78旅与第7师在贝卡谷地重新集结。 此外，切哈比对驻扎在利塔尼河和Zahrani河之间的巴解组织部分派别进行武装。

## 背景
在1975年，黎巴嫩内战在基督教徒和巴解组织之间打响。内战的第一阶段持续了2年，直到叙利亚军队以“阻止战争和保护基督教徒”的借口入侵黎巴嫩。然而叙利亚的企图在叙利亚军队以“巴勒斯坦的解放者”的借口之下进入黎巴嫩领土后显现出来。他们将仍在抵抗的基督教徒置于战争中易受攻击的位置以使得他们需要叙利亚介入以保护基督教徒。在内战中以长枪党为主要代表的基督教徒在1978年要求叙利亚撤出黎巴嫩，因为叙利亚军队正在变为黎巴嫩的占领者并且他们的企图愈发明显。此外，叙利亚转变了立场，并在戴维营协定之后站在巴解组织一边以企图让阿拉伯人卷入针对以色列的冲突。黎巴嫩长枪党和叙利亚军队的关系日趋紧张。这导致了“百日战争”的爆发。冲突过后，叙利亚军队撤离了贝鲁特东部以及黎巴嫩山省。这些地区之后被称作“自由区域”。

## 初期叙利亚方面的挫折
叙利亚情报机构在扎赫勒暗杀了多名黎巴嫩长枪党和黎巴嫩自由国民党的成员，以试图挑起他们之间的矛盾。但是这两个政党的领导者很清楚叙利亚的阴谋。之后，叙利亚情报机构在扎赫勒开展四处秘密活动以帮助左翼的武装团体Hanache。当地的黎巴嫩力量民兵和Hanache的矛盾持续加剧。在Hanache试图操控黎巴嫩自由国民党的干部时，导致叙利亚初期遭遇挫败的催化剂开始显现。在1980年12月22日，黎巴嫩力量在当地的成员与Hanache组织爆发枪战，最终导致Hanache被驱逐出扎赫勒。在这一系列尝试失败之后，叙利亚军队试图攻入该城，但黎巴嫩力量击退了他们。在冲突中，总共有5名叙利亚士兵丧生，这导致了叙利亚军队对这座人口过密的城市展开了连续6小时不间断的炮击，以迫使Zahlawis镇的居民交出对叙利亚士兵丧生负有责任的民兵组织成员。 更为加剧该城居民心理压力的是，叙利亚军队在城外部署检查站以阻止食物和补给进入该城，并且叙利亚的战机在该城上空长时间飞行。在国际社会方面，叙利亚方面完全不对等的应对措施导致了国际社会的一致谴责。例如，法国方面将叙利亚的炮击比作是野蛮人的行径。华盛顿方面将炮击描述为叙利亚的可悲行径。结果，在国际社会的压力下，叙利亚停止了炮击。而在1月至3月，该城遭遇了严重的暴风雪，局势也因此暂时平静下来了。但冲突双方仍旧保持警惕以应对即将到来的持续战斗。

## 对战争的准备工作。
扎赫勒严峻的形势使得贝鲁特的黎巴嫩力量领导层焦虑万分。但是在扎赫勒黎巴嫩力量并没有很强大的实力。大雪不仅阻碍了叙利亚的围困，也阻碍了黎巴嫩力量的增援行动。叙利亚的封锁和崎岖的雪山阻碍了来自贝鲁特的受过训练的武装分子前往扎赫勒以帮助当地居民。尽管如此，黎巴嫩力量的指挥官巴希尔·杰马耶勒派出他的参谋长福阿德·阿布·纳德尔（Fouad Abou Nader）前往当地以评估扎赫勒的局势。对纳德尔来说，到达该城有两方面的困难：除了大雪和严寒，叙利亚军队控制了前往当地的主要道路。为了安全到达该城，纳德尔必须走山间的小路并冒着大雪下山，为了走捷径而穿过el-Berdawni河。当他抵达该城后，他意识到，虽然叙利亚封锁了从该城北部通往当地的道路，但是在南面，尤其是通过Chtaura镇的道路完全可以通行。通过这条路径，之后武器暗藏在装运小麦的卡车内偷运至该城。大约120名受过训练的来自黎巴嫩力量主力部队的武装分子从贝鲁特出发到达扎赫勒市以帮助和动员1500名当地的武装分子以及扎赫勒市市民已准备应对最后的战斗。这些人使用推土机以便将积雪清出路面，还架设了连接扎赫勒和位于卡朗迪纳的军事指挥机构的直线电话。黎巴嫩力量还在城内建立了临时医院，并组建了社会组织以了解当地居民还需要什么。此外，黎巴嫩力量还布设了地雷，挖掘了堑壕并设置了路障。
而在另一方，叙利亚军队从各个方向包围了扎赫勒市，并加固了位于之前已经控制的山头上的阵地。这使得叙利亚军队能够观察到城内黎巴嫩力量的一举一动。叙利亚军队还绑架了多名扎赫勒市民并拷问他们。在1981年3月，扎赫勒居民和叙利亚军队的关系愈发紧张。

## 战争进程

### 第一阶段
1982年4月1日，叙利亚军队其发动攻势以试图夺取两座山头：哈卡特（Harkat）和哈玛（Hammar），这两座山连接了扎赫勒和桑尼山脉。叙利亚的行动被黎巴嫩力量察觉，随后他们开火还击。这场冲突是引发扎赫勒战役的导火索。根据防御计划，黎巴嫩力量最后撤回到自己的阵地。
扎赫勒市内的桥梁在见证了一场残酷的争夺战。叙利亚军队为了控制这座桥，从4月2日夜间至4月3日黎明发动了多次进攻，但最终失败了。在争夺桥梁的战斗中，叙利亚军队对城内发动了持续且猛烈的炮击，导致数十名扎赫勒市民受伤，而叙利亚军队在战斗中也损失了大约50名士兵。除此之外，这座桥梁也是“坦克大屠杀”的发生地，因为黎巴嫩力量在两天的战斗中成功摧毁了超过20辆坦克。黎巴嫩力量坚韧、顽强且有效的抵抗使得叙利亚怀疑以色列军队参与了战斗。
在战斗中，一些扎赫勒市民逃离战区前往一座大型建筑隐蔽，因为这座建筑能够承受很多打击。叙利亚军队随后将轰炸的焦点转向了这座建筑，直到这座建筑最终倒塌，这导致30名躲在其中的市民丧生，其中很多是妇女和儿童。而黎巴嫩力量成功解救了被困在废墟中的7名市民。这些获救人员中有一名8岁小孩，被救时他大声哭喊道“长枪党们，帮帮我，救我！”重伤员们随后被送往法国接受治疗。
4月4日，玛丽-索菲亚·左戈拜（Marie-Sofie Zoghby）修女带着面包和药品与2名护士哈里里·赛义德（Khalil Saydah）和萨利姆·哈默德（Salim Hamoud）前往当地医院。他们乘坐的轿车遭到叙利亚军队猛烈射击，导致轿车撞墙。在撞墙后叙利亚仍继续开火。之后黎巴嫩力量加入战斗以便将遗体拉出轿车。有一点很重要，那就是这两名护士都是穆斯林，这表明当地的基督教徒并不是孤身作战。
黎巴嫩总统埃利亚斯·赫拉维将扎赫勒居民的话带给叙利亚总统哈菲兹·阿萨德，告诉他停止战斗的唯一方式就是将黎巴嫩政府军派往扎赫勒，并且除非他们的要求得以满足，他们是不会停止抵抗。而阿萨德总统告诉他他们的军队是不会败给一群民兵的。
在头两天激烈战斗之后，巴希尔·杰马耶勒决定从贝鲁特派遣更多的武装以帮助扎赫勒居民抵抗叙利亚。此外，法制米兰反坦克导弹也被送往当地以抵抗叙利亚的坦克部队。

### 第二阶段
在通过武力攻入扎赫勒的尝试失败之后，叙利亚军队将目标转向扎赫勒周围的山头，以加紧对扎赫勒的围困。
黎巴嫩力量知道他们是无法在争夺山头的战斗中击败叙利亚军队的，因为叙利亚军队数量众多且拥有空中优势。他们决定试图争夺几座具有战略价值的山头以使得他们能保持山间小路的畅通，以便运输弹药和食品。
在大约一周的时间内叙利亚军队便控制了所有山头。虽然黎巴嫩力量使得叙利亚军队遭受巨大损失，叙利亚军队使用的武装直升机使得他们具有巨大优势。通过攻占所有山头，叙利亚封锁住了所有通往扎赫勒的道路。
在4月10日至11日的夜间，巴希尔·杰马耶勒对在扎赫勒的武装分子说“由于通往扎赫勒的道路将在几小时后完全封闭……如果你们离开，你们将保全性命，而扎赫勒将会铁定落入叙利亚人手中，这将使我们的抵抗终结……如果你们留下，你们会发现自己处于没有弹药、没有药品、没有食物甚至可能连水也没有。你们的任务将是配合黎巴嫩国内的抵抗，并保卫贝卡谷地甚至黎巴嫩全国的独立，并且你们将会赋予我们持续了六年的战争一个意义。如果你们决定留下，请明白一件事情，那就是英雄会死但不会屈服。”扎赫勒城内黎巴嫩力量主要负责人乔·艾德（Joe Edde）看着他手下的面庞，便明白了他们的决定。他告诉巴希尔·杰马耶勒：“我们将留下。”
叙利亚军队对扎赫勒的封锁如今已经变得密不透风，即使是送一片面包进城也变得不可能实现了。巴希尔向以色列传达了一些关于扎赫勒局势的被夸大的消息，以寻求以色列任何形式的帮助。以色列方面对他说他们已经做好在外交上帮助黎巴嫩力量的准备，并且准备向他们提供武器。
之后叙利亚军队开始控制具有极高战略价值的桑尼山脉。叙利亚的空中支援在叙利亚控制桑尼山脉的行动中发挥了很大作用。 叙利亚的这一举动很具有危险性，因为这使得整个“基督教自由区”陷入一个很危险的境地。
巴希尔害怕这将是叙利亚大规模进攻黎巴嫩基督教徒聚居区的前奏。他会见了叙利亚空军情报部门的领导人Mohammad El Khaouly并告诉他叙利亚军队只有依靠武力才能进入扎赫勒市。.而在另一方面，以色列开始介入并站在了黎巴嫩力量一边。他们击落了桑尼山脉上空的叙利亚武装直升机。作为回应，叙利亚军队在贝卡谷地开始部署地对空导弹。贝鲁特东部的民众一直以来陷入于恐慌之中，他们害怕可能会发生的叙利亚军队的进攻，然而扎赫勒的成功的抵抗行动使得叙利亚需要重新考量他们的计划。此外，黎巴嫩了开始准备在前线重新部署以应对叙利亚的进攻。
这些事件使得美国很快介入进来，以平息叙利亚和以色列之间的紧张局势，因为美国害怕叙利亚和以色列的战斗将会演变成美苏之间的战争。美国方面的介入很有效。

### 第三阶段
在美国方面成功调停叙以双方的局势之后，叙利亚与黎巴嫩力量之间的激烈战斗继续下去。
随着战争的持续，叙利亚军队成功攻入了扎赫勒附近的小镇Kaa' El Rim。但是，黎巴嫩力量发动了一场反攻并重新控制了该镇。如果该镇落入叙利亚手中，扎赫勒将会陷入容易遭受打击的处境，并且对叙利亚来说也有利于攻克该市。因此在夺回该镇之后，黎巴嫩力量在前线调整部署以准备击退叙利亚的任何一次进攻。
在攻打Kaa' El Rim镇失利一个月后，叙利亚军队炸毁了位于当地的储水罐，导致扎赫勒停水两天。但是，一名供水部门的雇员告诉黎巴嫩力量扎赫勒还有一个利用旧管网的后备供水系统。之后，Hanna El Atik和扎赫勒又恢复了供水。而储水罐附近的地区也被安置了地雷以阻止叙利亚军队接近发电设备和储水罐。
在Kaa' El Rim争夺战爆发一个半月之后，一些武装分子问当地指挥官Hanna El Atik，如果该镇被完全摧毁并且难以进行防御，是否有可能交出该镇的控制权。这导致了当地武装分子之间的一场争论，直到Hanna El Atik喊道：“你们还有自己的尊严，要么保卫自己的尊严，要么连同这个镇一起交给叙利亚人。”这些武装分子之后回到了阵地，并一直待到战争结束。
Kaa' El Rim的重要性在与其拥有巧克力工厂和农场，可以向镇内居民和扎赫勒市居民提供食物。 在入侵扎赫勒失败后，叙利亚军队提出了一个解决冲突的方案，有以下几点条件：
- 黎巴嫩政府军替换驻扎在扎赫勒的黎巴嫩力量武装，而这些士兵必须来自Eblej（这个地区的居民听命于叙利亚），这些士兵须听从叙利亚的指挥，并且由叙利亚方面挑选，并且叙利亚方面可以按其要求替换掉他们。

- 叙利亚军队继续控制周边的山头。

- 叙利亚军队控制扎赫勒与贝卡谷地的交界处。

- 叙利亚军队控制连接贝鲁特和大马士革的公路

- 黎巴嫩力量撤离扎赫勒并且在扎赫勒遗留武器。

此外，黎巴嫩力量必须发表声明声称叙利亚军队不是占领军，并且停止呼吁叙利亚撤军，承认贝卡谷地属于叙利亚并不在进入该地区。
巴希尔言辞驳回了这些条件，因为叙利亚试图通过和平手段得到他们在战斗中不能得到的东西。黎巴嫩力量制定了新的防御计划并准备应对叙利亚新的进攻。

### 最后阶段
之后战斗再次打响。当地学校的较低楼层被妇女和儿童用作掩体。食物可以被自由的运到那些妇女用来给武装分子做饭的建筑物。
叙利亚政府军向杰哈山（Hill of Jeha）发动了一次进攻，以试图突破黎巴嫩力量的防线。在得知叙利亚军队可能会攻占Jeha山之后，黎巴嫩力量很快边开始试图建立了第二条防线，但他们意识到由于地形问题，建立第二条防线相当困难，所以他们发动了一次反攻以试图夺回山头。他们得到了来自Baskinta的炮火支援，有300枚炮弹击中山头。炮击效果很理想，有很多叙利亚士兵死于炮击。
叙利亚军队意识到他们的损失巨大并且无法攻占山头，因此他们炮击扎赫勒连续16小时作为报复。

## 战争的终结
在一系列阿拉伯国家的介入和尝试之后，双方终于在1981年6月末达成了解决冲突的方案。
解决方案决定要求叙利亚放弃扎赫勒附近的阵地，而扎赫勒城内的黎巴嫩力量武装将被黎巴嫩内部安全部队替代。
这项解决方案被认为是黎巴嫩力量的胜利，因为他们成功抵抗了叙利亚军队的进攻，并且使该市免于外国军队的占领。
在持续3个月充满破坏、死亡、流血和泪水的战斗之后，扎赫勒终于得以喘息。扎赫勒居民用米饭和玫瑰欢迎黎巴嫩内部安全部队的到来，而在黎巴嫩力量离开时很多人流泪了。一名扎赫勒居民说：“我们不想让那些用鲜血包围我们家园的战士离开，但我们也不能拒绝和平以及政府军的到来。”
巴希尔害怕叙利亚军队趁黎巴嫩力量撤离时突然进扎赫勒，所以在城内黎巴嫩力量保留了一支小规模部队以防万一。
黎巴嫩力量被要求将重武器交给叙利亚军队，但他们拒绝了。为此，叙利亚军队造了一些假的武器以便拍照并用作宣传。当然，没人相信这些“武器”能够帮助黎巴嫩力量抵抗3个月的大规模进攻，但叙利亚方面除此之外别无选择。
在回到贝鲁特的途中，各地的居民向坐大巴士内的黎巴嫩力量抛洒米饭以示欢迎，直到他们抵达位于卡朗迪纳，那里举行了一场隆重的欢迎仪式。巴希尔向他们授予奖牌，以奖励他们顽强的抵抗。在演讲中，他告诉手下：“你们现在可以休息了，因为扎赫勒以及自由被保留在了黎巴嫩。”

## 撤军之后
巴希尔向扎赫勒派出了一支工作队以评估损失并着手开始重建工作，因为战争中城市和街道已经被完全摧毁了。
叙利亚军队多次试图进入该城，但黎巴嫩安全部队站在路上阻止叙利亚军队进城。
一个月之后，扎赫勒局势稳定了下来，工作队离开了当地。

## 扎赫勒战役期间的示威游行活动
在巴黎、纽约和渥太华举行了示威游行，要求叙利亚撤军并停止在扎赫勒的屠杀。
来自扎赫勒的基督教神职人员在战争中发挥了很大作用。在战争中他们始终强调扎赫勒以及黎巴嫩的独立性，并且在巴卜达的总统官邸举行了一场抗议活动。
在总统官邸前，修女组织了一场绝食抗议活动。
教皇约翰保罗二世呼吁叙利亚停止攻击扎赫勒
许多外国政府呼吁结束战斗，包括埃及、科威特、沙烏地阿拉伯、美国，以及联合国。

## 延伸阅读
- Lebanese Forces Website
- Syrian Occupation of Lebanon （页面存档备份，存于）

## 资料来源
1. ↑  Menargues, Alain. . Albin Michel. 2004: 106–170.
2. ↑  Menargues, Alain. . Albin Michel. 2004: 171.
3. 1 2  Choueifaty, Clovis. . self-published. 2010: 166.
4. ↑  Menargues, Alain. . Albin Michel. 2004: 106–107.
5. ↑  Menargues, Alain. . Albin Michel. 2004: 106–107.
6. ↑  . Lgic.   [November 6, 2011]. （原始内容存档于2019-05-20）.
7. 1 2 3 4  Menargues, Alain. . Albin Michel. 2004: 107.
8. ↑  Menargues, Alain. . Albin Michel. 2004: 108.
9. ↑  Mclaurin, R. D. . MD: U.S Army Human Engineering Laboratory. 1986: 6.
10. 1 2  Mclaurin, R. D. . MD: U.S Army Human Engineering Laboratory. 1986: 7.
11. ↑  Menargues, Alain. . Albin Michel. 2004: 107.
12. ↑  Menargues, Alain. . Albin Michel. 2004: 111.
13. ↑  Menargues, Alain. . Albin Michel. 2004: 108.
14. ↑  Menargues, Alain. . Albin Michel. 2004: 108.
15. ↑  Choueifaty, Clovis. . self-published. 2010: 44.
16. ↑  Choueifaty, Clovis. . self-published. 2010: 49.
17. ↑  Choueifaty, Clovis. . self-published. 2010: 53.
18. ↑  Choueifaty, Clovis. . self-published. 2010: 54.
19. ↑  Choueifaty, Clovis. . self-published. 2010: 53.
20. ↑  Choueifaty, Clovis. . self-published. 2010: 57.
21. ↑  Choueifaty, Clovis. . self-published. 2010: 58.
22. ↑  Choueifaty, Clovis. . self-published. 2010: 66.
23. ↑  Choueifaty, Clovis. . self-published. 2010: 70.
24. ↑  Choueifaty, Clovis. . self-published. 2010: 73.
25. ↑  Choueifaty, Clovis. . self-published. 2010: 78.
26. ↑  Choueifaty, Clovis. . self-published. 2010: 85.
27. ↑  Choueifaty, Clovis. . self-published. 2010: 96.
28. ↑  Choueifaty, Clovis. . self-published. 2010: 100.
29. ↑  Choueifaty, Clovis. . self-published. 2010: 106.
30. ↑  Shoueifaty, Clovis. . self-published. 2010: 111.
31. ↑  Shoueifaty, Clovis. . self-published. 2010: 112.
32. ↑  Choueifaty, Clovis. . self-published. 2010: 115.
33. ↑  Choueifaty, Clovis. . self-published. 2010: 113.
34. ↑  Choueifaty, Clovis. . self-published. 2010: 118.
35. ↑  Choueifaty, Clovis. . self-published. 2010: 119.
36. ↑  Choueifaty, Clovis. . self-published. 2010: 123.
37. ↑  Choueifaty, Clovis. . self-published. 2010: 125.
38. ↑  Choueifaty, Clovis. . self-published. 2010: 127.
39. ↑  Choueifaty, Clovis. . self-published. 2010: 129.
40. ↑  Choueifaty, Clovis. . self-published. 2010: 132.
41. ↑  Choueifaty, Clovis. . self-published. 2010: 133.
42. ↑  Choueifaty, Clovis. . self-published. 2010: 137.
43. ↑  Choueifaty, Clovis. . self-published. 2010: 140.
44. ↑  Choueifaty, Clovis. . self-published. 2010: 147.
45. ↑  Choueifaty, Clovis. . self-published. 2010: 149.
46. ↑  Choueifaty, Clovis. . self-published. 2010: 150.
47. ↑  Choueifaty, Clovis. . self-published. 2010: 151.
48. ↑  Shoueifaty, Clovis. . self-published. 2010: 161.
49. ↑  Choueifaty, Clovis. . self-published. 2010: 162.
50. ↑  Choueifaty, Clovis. . self-published. 2010: 186.